# Charles de Moerman d'Harlebeke
 (juillet 2024).
Pour les articles homonymes, voir Moerman.
Charles de Moerman d'Harlebeke, né à Saint-Nicolas le 21 octobre 1797 et mort à Gand le 20 mai 1854, est un homme politique belge.

## Fonctions et mandats
- Membre du Sénat belge : 1851-1854

## Sources
- G. VAN GAVER, De Burggravie van Harelbeke en de familie de Moerman d'Harlebeke, in: Handelingen van de koninklijke geschied- en oudheidkundige Kring van Kortrijk, 1966-1967.
- Herman BALTHAZAR, Charles de Moerman d'Harlebeke, in: Nationaal Biografisch Woordenboek, Deel II, Brussel, 1966.
- Oscar COOMANS DE BRACHÈNE, État présent de la noblesse belge, Annuaire 1994, Brussel, 1994.
- Jean-Luc DE PAEPE & Christiane RAINDORF-GERARD (red.), Le Parlement belge, 1831-1894. Données biographiques, Brussel, 1996.